# Kotasaari (ö i Norra Savolax, Inre Savolax, lat 62,61, long 26,88)
Kotasaari är en ö i Finland.   Den ligger i kommunen Rautalampi i den ekonomiska regionen  Inre Savolax ekonomiska region  och landskapet Norra Savolax, i den centrala delen av landet, 290 km norr om huvudstaden Helsingfors.